# Nicola Rescigno
Nicola Rescigno (né le 28 mai 1916 à New York et mort le 4 août 2008 à Viterbe) était un chef d'orchestre italo-américain, l'une des figures importantes dans l'art lyrique aux États-Unis, il fut cofondateur du Lyric Opera de Chicago et de l'Opéra de Dallas.

## Biographie
Nicola Rescigno étudie d'abord à la Juilliard School of Music, puis en Italie avec Pizzetti, Giannini et Polacco. Il commence sa carrière de chef d'orchestre avec The Brooklyn Academy of Music en 1943, dans La traviata. Il dirige alors avec le San Carlo Opera Company, en tournée dans tous les États-Unis.
Il débute au San Francisco Opera en 1950, puis en 1954 fonde en collaboration avec Carol Fox et Lawrence Kelly le Lyric Opera de Chicago, où il sera directeur artistique jusqu'en 1956, et y dirige les débuts américains de Maria Callas dans Norma.
Il fonde alors le Dallas Opera en 1957, où il sera directeur artistique et premier chef jusqu'en 1990. Ce théâtre verra les débuts américains de plusieurs grands chanteurs, notamment Joan Sutherland, Montserrat Caballé, Teresa Berganza, Plácido Domingo, Magda Olivero, Jon Vickers, Ghena Dimitrova etc. Il y présentera de nombreuses premières américaines, notamment Medea avec Callas, Alcina avec Sutherland, et Orlando furioso avec Marilyn Horne, et y crée l'opéra de Dominick Argento, The Aspern Papers en 1988.
Il fait ses débuts au Metropolitan Opera de New York en 1978, avec Don Pasquale. Il est aussi invité à Londres, Glyndebourne, Paris, Vienne, Buenos Aires, etc.
Il devient l'un des chefs d'orchestre favoris de Maria Callas, avec qui il enregistre plusieurs disques entre 1958 et 1969, pour la compagnie EMI.
Rescigno fut aussi le mentor de nombreux jeunes artistes tout au long de sa carrière. Il se retire graduellement de la scène dans les années 1990.